# Gambino, Mexiko
Gambino är en ort i Mexiko.   Den ligger i kommunen Guasave och delstaten Sinaloa, i den västra delen av landet, 1 200 km nordväst om huvudstaden Mexico City. Gambino ligger 29 meter över havet och antalet invånare är 1 151.
Terrängen runt Gambino är mycket platt. Runt Gambino är det ganska tätbefolkat, med 100 invånare per kvadratkilometer. Närmaste större samhälle är Guasave, 12,4 km sydväst om Gambino. Trakten runt Gambino består till största delen av jordbruksmark.